# توکلی
توکلی یک نام خانوادگی‌ست. افراد شاخص با این نام از این قرارند:
- احمد توکلی
- محمد تقی توکلی
- احمد توکلی (مجری تلویزیون)
- مهناز توکلی
- محمد توکلی
- رضا توکلی
- داوود توکلی
- حسین توکلی
- سپیده توکلی
- بهرام توکلی
- یعقوب توکلی
- رسول توکلی
- هوشنگ توکلی
- عبدالصمد توکلی
- بیتا توکلی